# Oh Yeah!!!!!!!
「Oh Yeah!!!!!!!」（オー イェー）は、Czecho No Republicの楽曲。2014年11月12日に日本コロムビアから4枚目のシングルとしてリリースされた。

## 概要
曲は、フジテレビ系テレビアニメ『ドラゴンボール改』のエンディングテーマとして起用されている。
初回限定盤・通常盤の2形態がリリースされた。初回限定盤には『RUSH BALL 2014』と『「MANTLE TOUR ～2014年宇宙の旅～」＠F.A.D YOKOHAMA』の模様を収録したライブ映像やミュージック・ビデオ4種類を収録したDVDが付属している。
オリコンデイリーチャートでは22位に初登場。翌日には16位にランクを上げた。

## シングル収録曲
初回限定盤・通常盤
全作詞・作曲：武井優心、編曲：Czecho No Republic
| #         | タイトル                                                               | 作詞     | 作曲・編曲 | 時間 |
| --------- | ---------------------------------------------------------------------- | -------- | ---------- | ---- |
| 1.        | 「Oh Yeah!!!!!!!」(フジテレビ系『ドラゴンボール改』エンディングテーマ) | 武井優心 | 武井優心   | 3:44 |
| 2.        | 「Come On」                                                            | 武井優心 | 武井優心   | 3:23 |
| 3.        | 「Sunday Juggler」                                                     | 武井優心 | 武井優心   | 2:31 |
| 4.        | 「Yeah Oh!!!!!!!」                                                     | 武井優心 | 武井優心   | 2:50 |
| 合計時間: | 合計時間:                                                              | 12:28    |            |      |

DVD（初回限定盤のみ収録）
- RUSH BALL 2014

1.Amazing Parade
2.ダイナソー

- 「MANTLE TOUR ～2014年宇宙の旅～」＠F.A.D YOKOHAMA

3.Crazy Crazy Love
4.JOB!
5.Field Poppy
6.No Way

- ミュージックビデオ

7.ネバーランド
8.MUSIC
9.Amazing Parade
10.No Way
| テレビアニメ『ドラゴンボール改』エンディングテーマ 2014年10月5日 - 12月28日 |                                       |                                    |
| 前作： 家入レオ 『純情』                                                    | Czecho No Republic 『Oh Yeah!!!!!!!』 | 次作： キュウソネコカミ 『GALAXY』 |